# I liga polska w piłce siatkowej kobiet (1960/1961)
I liga polska w piłce siatkowej kobiet 1960/1961 – 25. edycja rozgrywek o mistrzostwo polski w piłce siatkowej kobiet.

## Drużyny uczestniczące
| | I liga 1960/1961 |    |      |
| --- | ---------------- | -- | ---- |
| WAR | AZS AWF Warszawa | 1  | PEMK |
| KRA | Wisła Kraków     | 2  |      |
| WRO | Gwardia Wrocław  | 3  |      |
| LEG | Legia Warszawa   | 4  |      |
| GDY | Start Gdynia     | 5  |      |
| ŁÓD | Start Łódź       | 6  |      |
| WAR | Sparta Warszawa  | 7  |      |
| WRO | Odra Wrocław     | 8  |      |
| GDA | Gedania Gdańsk   | 9  |      |
| ŁÓD | Unia Łódź        | 10 |      |
| | Awans z II ligi  |    |      |
| GDA | AZS Gdańsk       |    |      |
| TOR | Budowlani Toruń  |    |      |
| Oznaczenia: - kolumna pierwsza – skróty nazw drużyn wpisane na mapie (jeśli ta została zamieszczona), - kolumna trzecia – miejsce zajęte przez daną drużynę w poprzednim sezonie. |                  |    |      |

## Klasyfikacja końcowa
| Miejsce | Drużyna          |
| ------- | ---------------- |
| 1.      | Legia Warszawa   |
| 2.      | AZS AWF Warszawa |
| 3.      | Wisła Kraków     |
| 4.      | Gwardia Wrocław  |
| 5.      | Start Gdynia     |
| 6.      | Start Łódź       |
| 7.      | Odra Wrocław     |
| 8.      | Gedania Gdańsk   |
| 9.      | Sparta Warszawa  |
| 10.     | AZS Gdańsk       |
| 11.     | Unia Łódź        |
| 12.     | Budowlani Toruń  |

     spadek do II ligi